# Kleinlöbichau
Kleinlöbichau ist ein Ortsteil der Gemeinde Großlöbichau im Saale-Holzland-Kreis in Thüringen.

## Geographie
Das Rundlingsdorf Kleinlöbichau liegt 2 km östlicher im Gembdental als die Hauptgemeinde am auslaufenden Nordhang auf einer Anhöhe. Diese Gegend ist ein Kaltluftsammelgebiet des Gembdentales und war landwirtschaftlich geprägt. Die Bundesstraße 7 führt etwa 500 m nördlich von Jena Richtung Eisenberg/Autobahn vorbei. Im Ort sind 50 Einwohner beheimatet.

## Geschichte
Kahl weist die urkundliche Ersterwähnung des Ortes vom 19. Februar 1406 nach. Die Gemeinde geht von 1353 aus. Nach einer Urkunde wurde der Ort „Ubir Lobichow“ darin erwähnt.
Der Ort gehörte zum Besitz des Klosters Bürgel und kam nach dessen Auflösung im Zuge der Reformation im Jahr 1526 zum ernestinischen Amt Bürgel. Dieses gehörte aufgrund mehrerer Teilungen zu verschiedenen Ernestinischen Herzogtümern. Ab 1815 war der Ort Teil des Großherzogtums Sachsen-Weimar-Eisenach,  welches ihn 1850 dem Verwaltungsbezirk Weimar II (Verwaltungsbezirk Apolda) angliederte. 1920 kam Kleinlöbichau zum Land Thüringen.
Am 1. März 1951 wurde Kleinlöbichau nach Großlöbichau eingemeindet.
Die Dorfkirche Kleinlöbichau ist die kleinste Kirche am Kirchenradweg Jena – Thalbürgel und nahe dessen topographischem Höhepunkt. Sie wurde 2013 in das Verzeichnis der Radwegekirchen aufgenommen.

## Wirtschaft
- Nach wie vor spielt die Landwirtschaft eine Rolle. Deshalb sind auch noch Streuobstwiesen an den Ortsrändern vorhanden.
- Auch die naturnahen Teiche locken Besucher zum Erholungsgebiet „Wöllmisse“.
- Ein Gewerbegebiet wurde errichtet.
- 1989 war der Baubeginn für ein Wohngebiet.